# Toto Rejo
Toto Rejo is een bestuurslaag in het regentschap Ogan Komering Ulu van de provincie Zuid-Sumatra, Indonesië. Toto Rejo telt 2574 inwoners (volkstelling 2010).